# Wisteria brachybotrys
Wisteria brachybotrys, eller purpurblåregn, är en ärtväxtart som beskrevs av Philipp Franz von Siebold och Joseph Gerhard Zuccarini. Wisteria brachybotrys ingår i släktet blåregnssläktet, och familjen ärtväxter. Inga underarter finns listade i Catalogue of Life.

## Bildgalleri

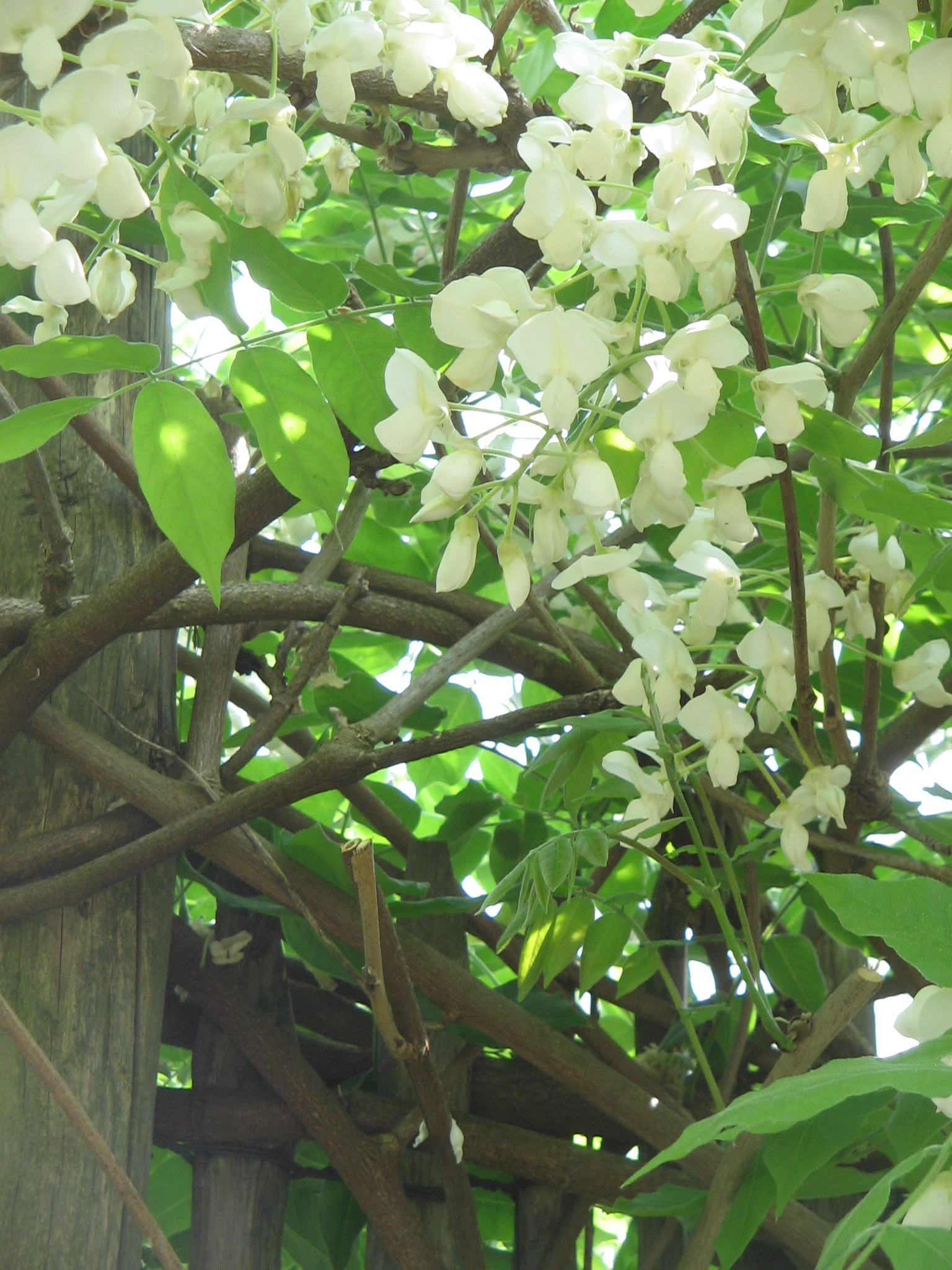
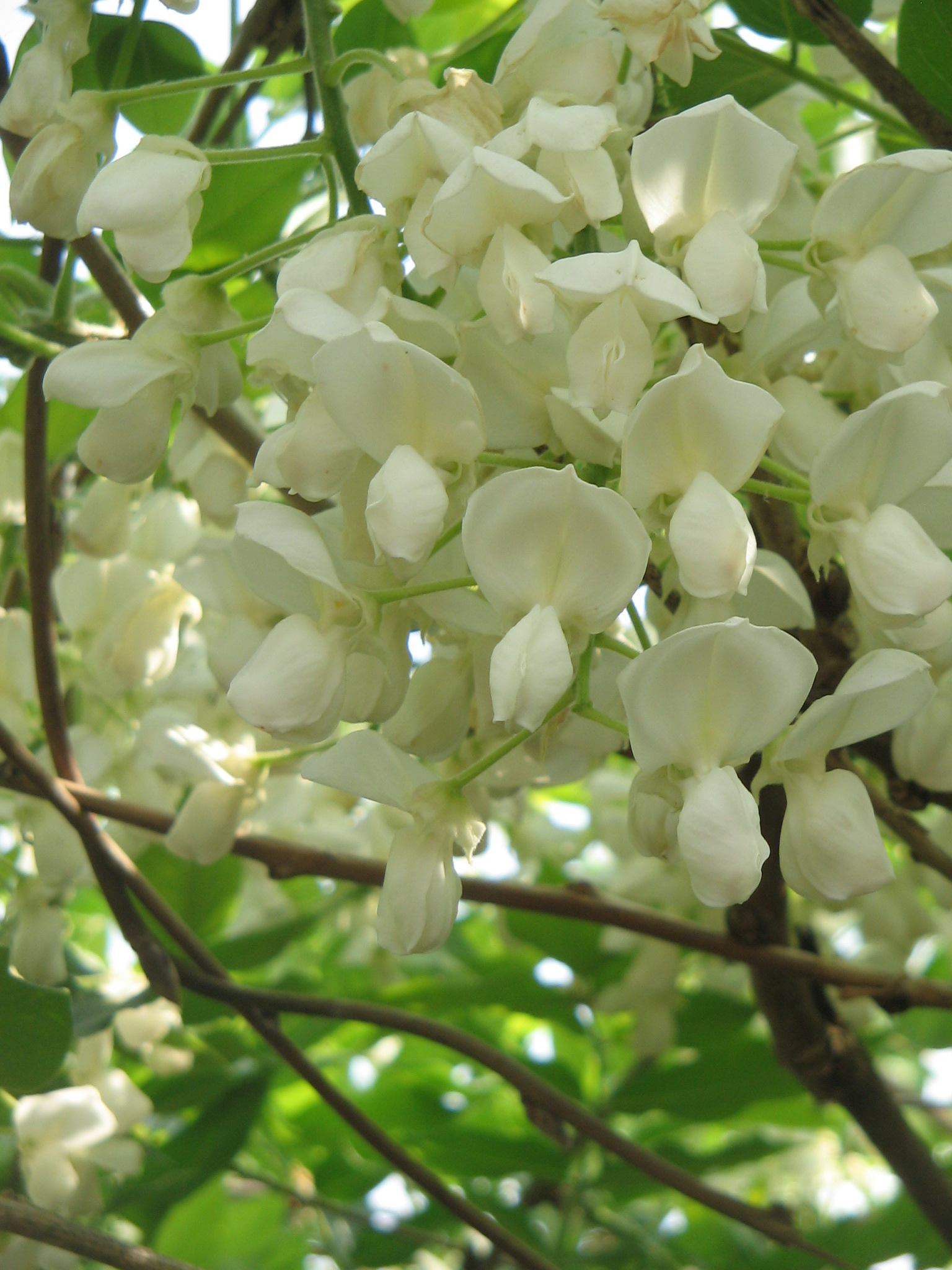
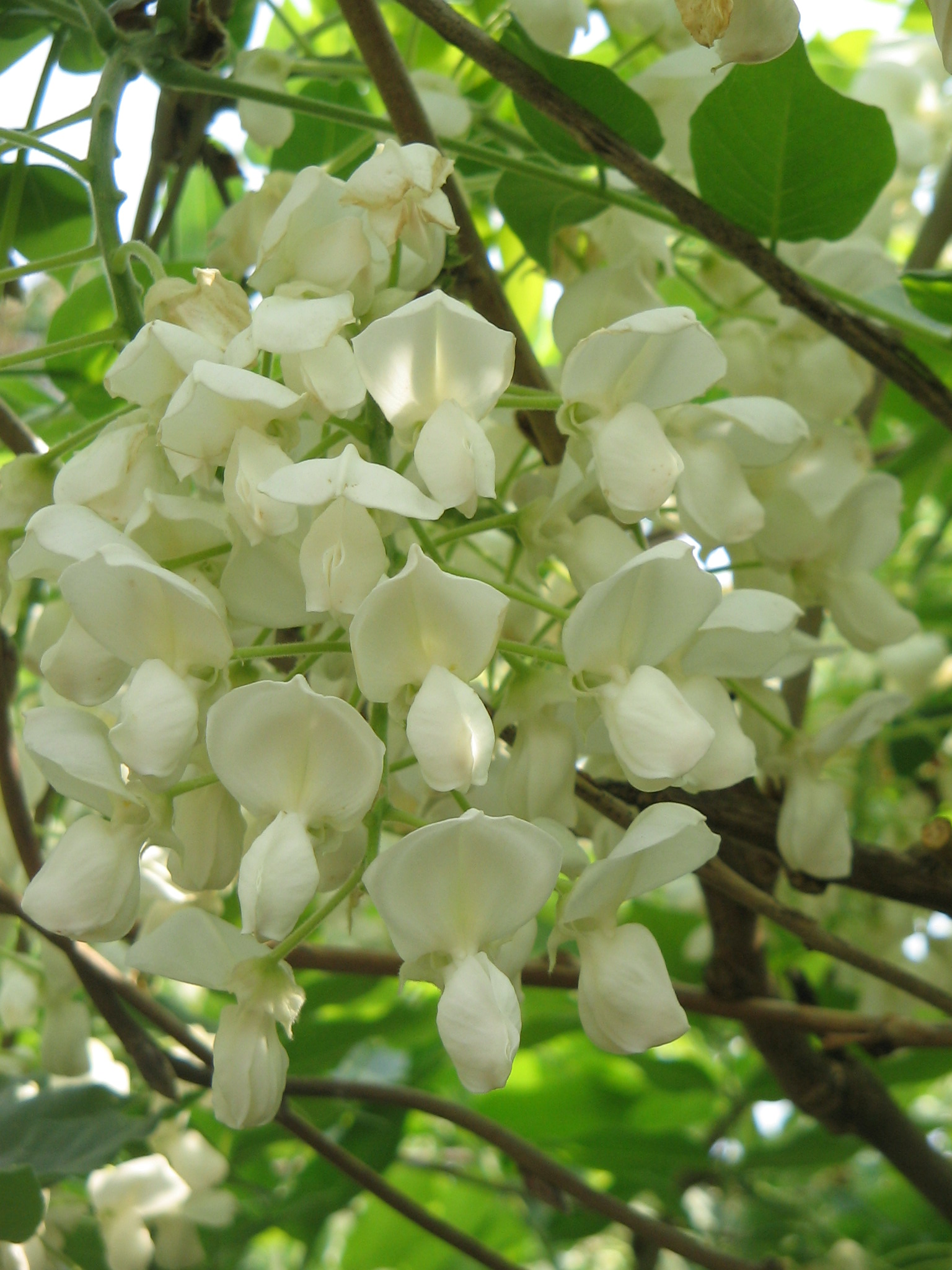
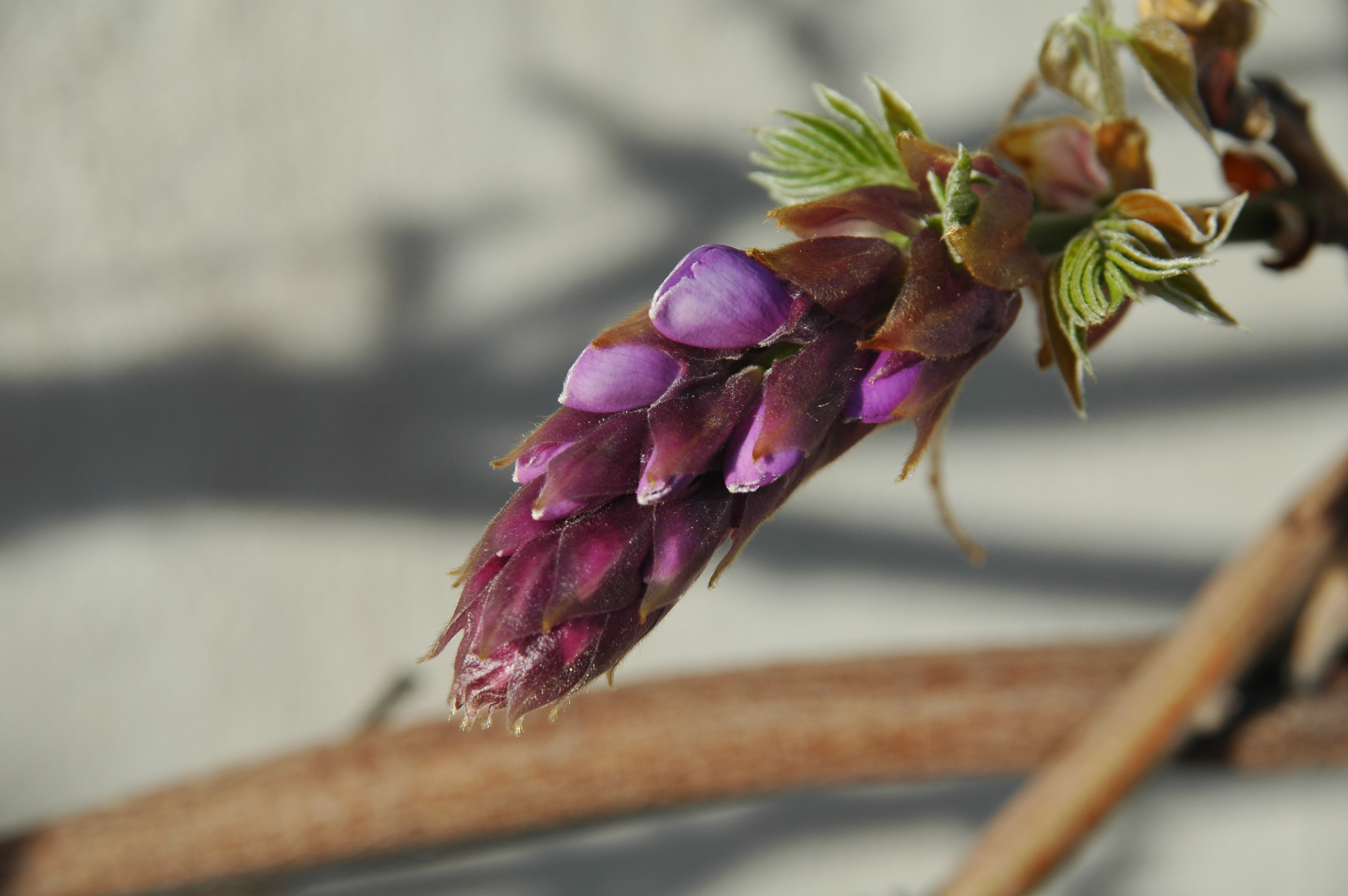
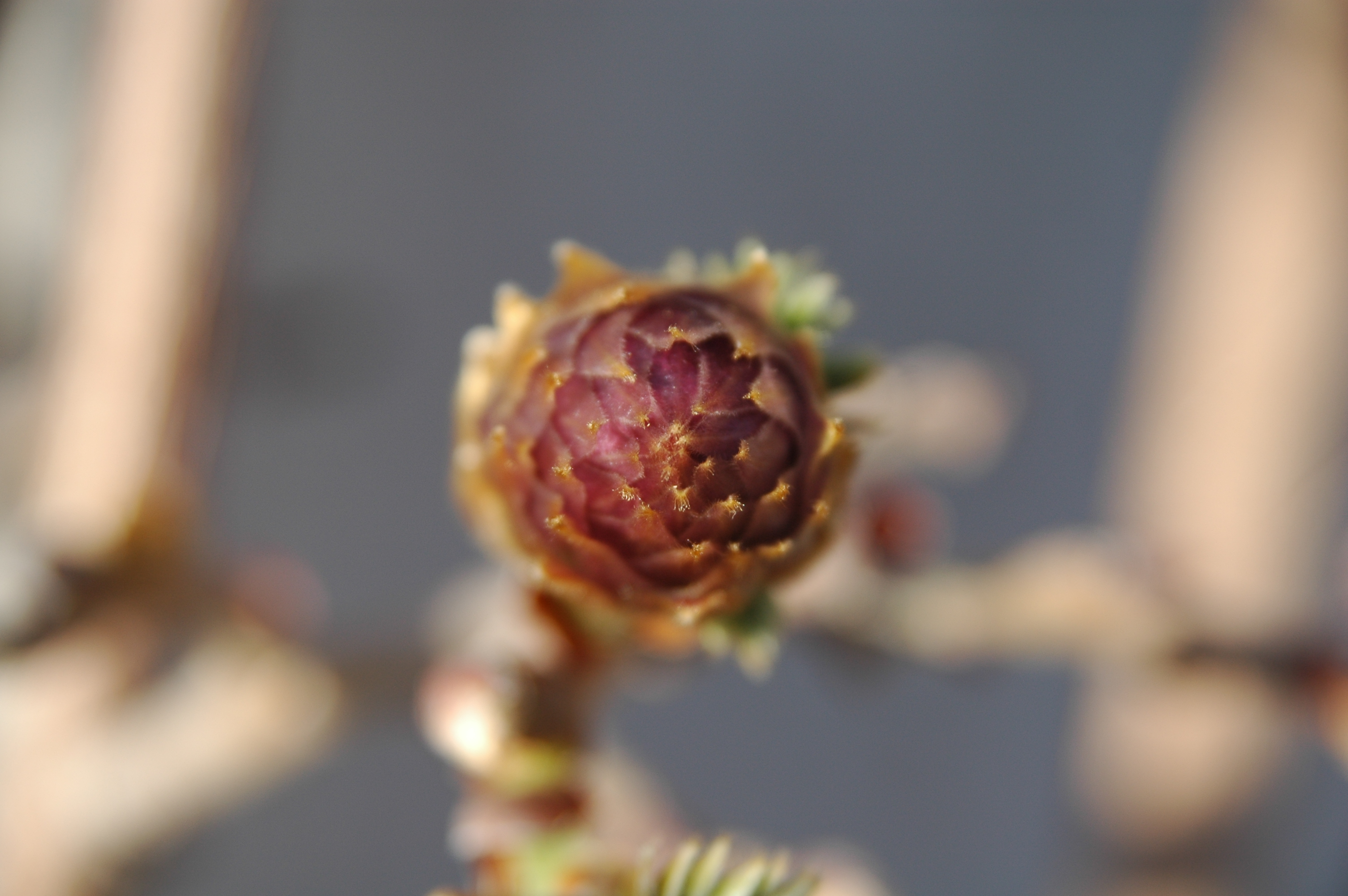
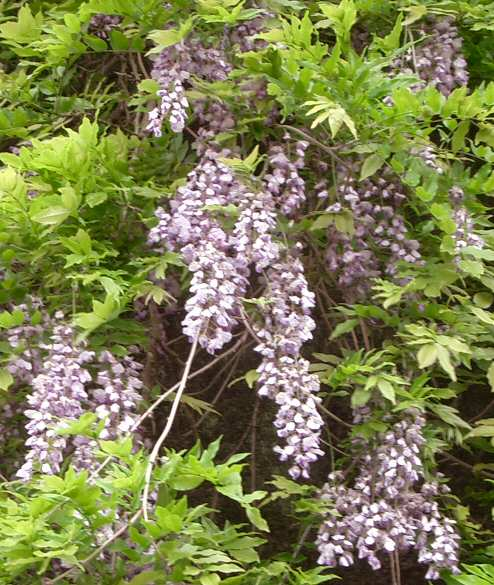